# Kingussie
Kingussie (Schots-Gaelisch: Ceann a' Ghiuthsaich) is een kleine stad in de Schotse lieutenancy Inverness in het raadsgebied Highland met 1410 inwoners. Kingussie ligt ongeveer 70 kilometer ten zuiden van Inverness, ongeveer 20 kilometer ten zuiden van Aviemore en ongeveer 5 kilometer ten noorden van Newtonmore.
Kingussie wordt bediend door een spoorwegstation aan de Highland Main Line.
1,6 kilometer van Kingussie ligt het barakkencomplex Ruthven Barracks.